# Gävle Symfonikör
Gävle Symfonikör var en blandad kör knuten till Gävle symfoniorkester. 
Symfonikören bildades 1981 med Gustaf Sjökvist som konstnärlig ledare. Denne tog tillsammans med orkesterns intendent Gert Norén initiav till symfonikören i samband med nyårskonserten samma år. Från 2002 leddes kören av Cecilia Martin-Löf. Kören är nedlagd sedan 2010, då "en spillra" framträdde tillsammans med Storkyrkans kör från Stockholm. Därefter har bland annat Forsbacka kammarkör fungerat som symfonikör. 
Symfonikören sjöng symfoniska verk tillsammans med Gävle symfoniorkester såsom Beethovens nionde symfoni, men även sakrala verk och oratorier, bland annat Verdis och Mozarts requiem,  Beethovens Missa solemnis, Benjamin Brittens War Requiem, Rosenbergs Johannes uppenbarelse och Brahms Ein deutsches Requiem. Dessutom gav a cappellakonserter där man framfört verk som Duruflés Requiem.
En årlig tradition var att medverka i "Christmas Carols" tillsammans med Gävle symfoniorkester i Gävle stadsbibliotek.